# Tunnel de la Colle-Saint-Michel
Le tunnel (ou souterrain) de la Colle-Saint-Michel est un  tunnel ferroviaire de la compagnie des Chemins de fer de Provence, dont la ligne est connue sous le nom de train des Pignes. Elle relie Nice à Digne-les-Bains. Elle est construite à voie métrique. 
Le tunnel  est le plus important de cette ligne avec une longueur de 3 455,25 m.

## Caractéristiques
Le tunnel se situe à 90,5 km du terminus de Nice, entre le Haut Verdon et la vallée de la Vaïre. Il est intégralement sur le territoire de la commune de Thorame-Haute, sous le Montruvel et le Frigoulier. Des deux côtés, un pont permet l'accès au tunnel.
Le tunnel porte le nom du village qu'il traverse en souterrain. À l'origine, il était situé sur deux communes distinctes avec la particularité que celle de la Colle-Saint-Michel (rattachée depuis à Thorame-Haute) était presque entièrement traversée en souterrain. 
Du côté de la Vaïre, se trouve à la sortie du tunnel, la halte de Peyresq (arrêt facultatif de la commune de Peyresq, rattachée à Thorame-Haute). Elle représente à peu près le plus haut point de la ligne avec une altitude de 1015 mètres. 
De l'autre coté, dans la vallée du Verdon, l'entrée se situe à environ un kilomètre de la gare de Thorame-Haute, qui est la seule à desservir le Haut-Verdon (la plus élevée de la ligne à 1013 mètres d'altitude).
Le dernier tronçon situé entre Saint-André-les-Alpes et Puget-Théniers achevant la Ligne Nice-Digne est ouvert aux voyageurs et aux marchandises le 3 juillet 1911 et inauguré le 6 août de la même année après des années d'études et de travaux. 
Le tunnel demande trois années de travail et 800 ouvriers sont installés aux deux extrémités, au lieu-dit le Plan-de-Lys côté Verdon (commune de Thorame-Haute), et au village de Méailles côté Vaïre.
Après le percement de deux galeries d'étude de 200 mètres de longueur en 1893, les travaux débutent en janvier 1900 effectués par l'entreprise Marlaud Frères, adjudicataire du chantier le 30 novembre 1899. Les deux galeries d'avancement se rejoignent le 16 janvier 1902. Le tunnel est achevé en 1903, soit huit ans avant le passage du premier train.
Une plaque située sur l'entrée du tunnel, côté Vaïre (et sur la Halte de Peyresq) rappelle le sacrifice des ouvriers notamment italiens lors des travaux.
À Thorame-Haute (côté Verdon), les baraquements des ouvriers, les entrepôts et les ateliers étaient installés au lieu-dit le Plan-de-Lys. Entre deux cents et quatre cents ouvriers  résidèrent plusieurs années durant. 
Du côté de la vallée de la Vaïre, un canal a été créé pour produire l'électricité nécessaire aux machines : perforatrice pneumatique, soufflerie, trolley pour l'évacuation des déblais et éclairage. Il est aujourd'hui communal et sert à l'arrosage.